# Unión de Lucha Armada
La Unión de Lucha Armada (Związek Walki Zbrojnej, ZWZ) fue un ejército clandestino formado en la Segunda República Polaca tras la invasión de la Alemania nazi de septiembre de 1939.Existió desde el 13 de noviembre de 1939 hasta el 14 de febrero de 1942, cuando pasó a llamarse Ejército Nacional (Armia Krajowa).